# Il Tirreno
Il Tirreno è un quotidiano fondato nel 1945 con sede a Livorno, diffuso nelle province di Livorno, Pisa, Lucca, Pistoia, Grosseto, Massa-Carrara, Prato e Firenze (la cui sede cura le cronache locali). 

## Storia
Nell'agosto 1944, dopo la liberazione della Toscana, il quotidiano Il Telegrafo fu chiuso dagli anglo-americani a causa della connivenza con la Repubblica Sociale Italiana.
 
Nel gennaio 1945 fu rifondato col nome Il Tirreno da Athos Gastone Banti.
Il primo numero uscì il 28 gennaio 1945; il nuovo quotidiano si caratterizzò per l'orientamento progressista.
Nel 1961 Il Telegrafo riprese le pubblicazioni e la testata cessò. Nel 1977, centenario della fondazione del Telegrafo, le due testate furono fuse. Il nome del nuovo quotidiano fu Il Tirreno. Dal 2 ottobre 1980 fino al 6 novembre 1982 fu diretto da Franco Magagnini.
Dal 15 dicembre 2020, insieme ai giornali Gazzetta di Modena, La Nuova Ferrara, Gazzetta di Reggio, è edito dal gruppo Gruppo SAE – Sapere Aude Editori S.p.A. che lo ha acquistato da GEDI Gruppo Editoriale. Dal 1° gennaio 2025 la società che edita il quotidiano livornese si è trasformata in Sae Toscana Srl.

## Edizioni
- Cecina-Rosignano Marittimo
- Empoli
- Firenze (dal 2022)[3]
- Grosseto
- Livorno
- Lucca
- Massa-Carrara

- Montecatini Terme
- Piombino-Isola d'Elba
- Pisa
- Pistoia
- Pontedera
- Prato
- Versilia

## Diffusione
| Anno | Copie vendute |
| ---- | ------------- |
| 2012 | 64 772        |
| 2008 | 79 048        |
| 2007 | 80 969        |
| 2006 | 81 906        |
| 2005 | 82 231        |
| 2004 | 84 022        |
| 2003 | 84 410        |
| 2002 | 85 358        |
| 2001 | 89 008        |
| 2000 | 88 523        |
| 1999 | 89 753        |
| 1998 | 89 696        |
| 1997 | 88 615        |
| 1996 | 89 338        |

Dati Ads - Accertamenti Diffusione Stampa